# Battipaglia
Battipaglia ist eine italienische Gemeinde (comune) mit 49.496 Einwohnern (Stand 31. Dezember 2023) in der Provinz Salerno, Region Kampanien.

## Geographie
Die Stadt liegt 21 km südöstlich von Salerno am Flüsschen Tusciano in der fruchtbaren Ebene des Sele. Das Gemeindegebiet erstreckt sich von der Küste am Golf von Salerno bis zu den ersten Ausläufern der Monti Picentini. Durch die starke Bevölkerungszunahme der letzten Jahre ist das Gebiet stark zersiedelt.
Die Nachbarorte sind: Bellizzi, Eboli, Montecorvino Rovella, Olevano sul Tusciano und Pontecagnano Faiano.

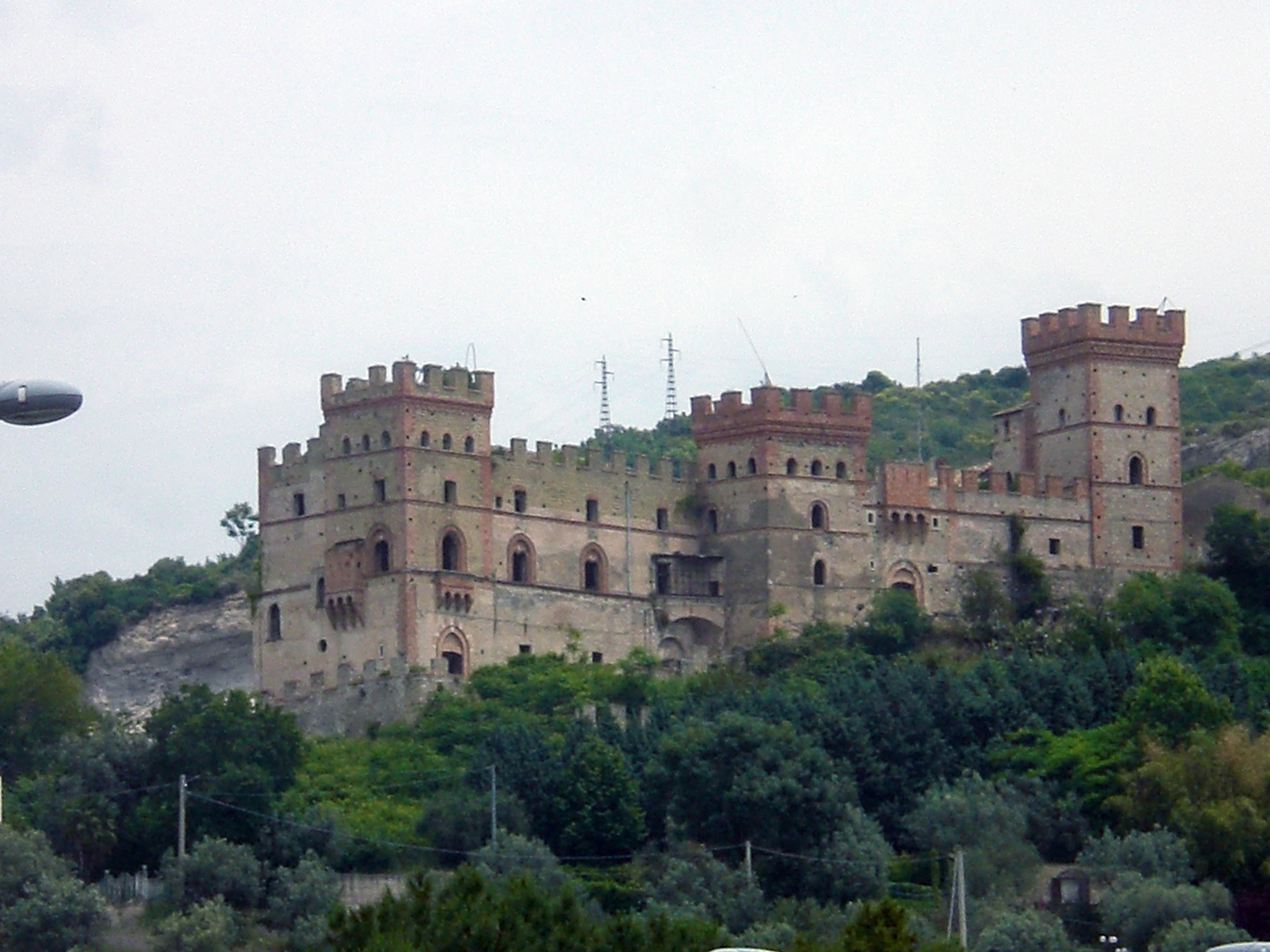
Castelluccio di Battipaglia

## Geschichte
Battipaglia wurde 1858 als landwirtschaftliche Kolonie gegründet, als man begann die sumpfige Ebene des Sele urbar zu machen. Doch erst am 28. März 1929 wurde es als selbständige Kommune aus den Gemeinden Montecorvino Rovella und Eboli herausgelöst. Seit 1960 hat es Stadtrecht.
Eine viel ältere Geschichte hat die nördlich der Kernstadt gelegene Burg Castelluccio, die 1080 erstmals erwähnt wurde.
1943 wurde Battipaglia bei Bombardierungen durch die Alliierten fast komplett zerstört.

## Bevölkerung

### Bevölkerungsentwicklung
| Jahr      | 1861  | 1881  | 1901  | 1921  | 1936  | 1951   | 1971   | 1991   | 2001   | 2016   |
| --------- | ----- | ----- | ----- | ----- | ----- | ------ | ------ | ------ | ------ | ------ |
| Einwohner | 2.869 | 3.545 | 3.877 | 4.164 | 9.436 | 16.896 | 33.277 | 47.139 | 50.359 | 50.883 |

Quelle: ISTAT

### Ethnien und Migration
Am 31. Dezember 2019 lebten in Battipaglia 4.301 nicht-italienische Staatsbürger. Die meisten von ihnen stammen aus folgenden Ländern:
1. Rumänien – 1263
2. Marokko – 1046
3. Indien – 477
4. Ukraine – 434
5. Pakistan – 202
6. Albanien – 73
7. China – 72

## Infrastruktur

### Straße
- A2 Salerno-Reggio Calabria
- Staatsstraße Neapel-Reggio Calabria
- Staatsstraße Battipaglia-Catanzano

### Bahn
- Bahnstrecke Salerno-Reggio Calabria (Tirrenica Meridionale)
- Bahnstrecke Battipaglia–Metaponto

### Flug
- Flughafen Neapel

## Persönlichkeiten
- Giuseppe Poeta (* 1985), Basketballtrainer und ehemaliger -spieler
- Roberto Orlando (* 1995), Speerwerfer